# Gabriele Gnani
Gabriele Gnani (Ravenna, 17 maggio 1964) è un pilota motociclistico italiano.

## Carriera
Gabriele Gnani inizia a correre nel 1983 prendendo parte al campionato Italiano Junior con una Derbi 50. Le difficoltà nel riuscire a trovare una moto per correre il motomondiale, spingono Gnani a costruirsi una moto artigianale, pertanto si iscrive alla classe 80 nel motomondiale del 1988 con una moto che porta il suo cognome, guidata dallo stesso Gnani. Ottiene subito risultati di rilievo, realizzando 36 punti e la decima posizione nella classifica mondiale. Sempre nel 1988 ottiene un podio e chiude ventiduesimo nel Campionato Europeo Velocità Classe 80. Nel motomondiale del 1989, corso sempre nella classe 80, migliora i risultati della stagione d'esordio, ottenendo il primo podio in carriera nel mondiale (grazie al secondo posto al GP delle Nazioni) ed il quinto posto nella graduatoria piloti con 45 punti. Nel 1990 Gnani, vista anche la soppressione della classe 80, decide di spostarsi (sempre con una moto costruita da lui) nella classe 125, iscrivendosi ad alcuni GP ma senza riuscire a qualificarsi per le gare domenicali. Nel 2001 disputa quattro Gran Premi nella classe 125 del Campionato Italiano Velocità con una motocicletta che porta il suo nome conquistando alcuni punti. Nel 2003 ottiene un punto nell'Europeo Classe 125, quattro nel 2004 e nel 2005 chiude decimo con un piazzamento a podio all'attivo.
Nella carriera di Gnani, oltre le sue partecipazioni al motomondiale, sono da segnalare i sei campionati austriaci vinti (2002, 2004, 2005, 2007, 2008 e 2009), e per sette volte campione europeo alpe adria (2002, 2004, 2005, 2007, 2008, 2009 e 2015), tutti ottenuti con motociclette costruite e preparate da Gnani.
Grazie al secondo posto ottenuto nel 2007 al campionato Europeo Velocità - classe 125, viene premiato con la Medaglia di bronzo al valore atletico.

## Risultati in gara nel Motomondiale
| 1986 | Classe | Moto  |  |  |  |  |  |  |    |    |  |    |    |  |  |  |  | Punti | Pos. |
| ---- | ------ | ----- |  |  |  |  |  |  | -- | -- |  | -- | -- |  |  |  |  | ----- | ---- |
| 1986 | 80     | Gnani |  |  |  |  |  |  | NE | NE |  | NE | NP |  |  |  |  | 0     |      |

| 1988 | Classe | Moto  |    |    |     |   |    |   |    |    |    |    |    |    |    |   |    | Punti | Pos. |
| ---- | ------ | ----- | -- | -- | --- | - | -- | - | -- | -- | -- | -- | -- | -- | -- | - | -- | ----- | ---- |
| 1988 | 80     | Gnani | NE | NE | Rit | 7 | 13 | 4 | NE | 14 | NE | 16 | NE | NE | NE | 7 | NE | 36    | 10º  |

| 1989 | Classe | Moto  |    |    |    |    |   |    |    |   |     |    |    |    |    |   |    | Punti | Pos. |
| ---- | ------ | ----- | -- | -- | -- | -- | - | -- | -- | - | --- | -- | -- | -- | -- | - | -- | ----- | ---- |
| 1989 | 80     | Gnani | NE | NE | NE | 10 | 2 | 10 | NE | 8 | Rit | NE | NE | NE | NE | 8 | NE | 45    | 5º   |

| 1990 | Classe | Moto  |    |    |  |    |  |    |    |  |  |  |    |    |  |  |  | Punti | Pos. |
| ---- | ------ | ----- | -- | -- |  | -- |  | -- | -- |  |  |  | -- | -- |  |  |  | ----- | ---- |
| 1990 | 125    | Gnani | NQ | NE |  | NQ |  | NQ | NQ |  |  |  | NQ | NQ |  |  |  | 0     |      |

| 1991 | Classe | Moto  |  |  |    |  |  |  |  |  |    |  |  |  |    |    |  | Punti | Pos. |
| ---- | ------ | ----- |  |  | -- |  |  |  |  |  | -- |  |  |  | -- | -- |  | ----- | ---- |
| 1991 | 125    | Gnani |  |  | NE |  |  |  |  |  | NQ |  |  |  | NQ | NE |  | 0     |      |

| Legenda | 1º posto        | 2º posto            | 3º posto            | A punti      | Senza punti        | Grassetto – Pole position Corsivo – Giro più veloce |
| Legenda | Gara non valida | Non qual./Non part. | Ritirato/Non class. | Squalificato | '-' Dato non disp. | Grassetto – Pole position Corsivo – Giro più veloce |